# Kata Takács
Kata Takács (* 20. September 1991 in Székesfehérvár) ist eine ehemalige österreichische Basketballspielerin.

## Laufbahn
Die in der ungarischen Stadt Székesfehérvár geborene und in Gänserndorf im Marchfeld aufgewachsene Takács spielte im Nachwuchs des Vereins Union Deutsch Wagram. Der Sprung in die österreichische Bundesliga gelang der 1,85 Meter großen Flügel- und Innenspielerin 2008 mit dem Wechsel zum BK Klosterneuburg. Auf internationaler Ebene nahm Takács zwischen 2008 und 2011 mit den U18- und U20-Auswahlen des Österreichischen Basketballverbands an B-Europameisterschaften teil. 2011 bestand sie die Matura im Wiener Bundesgymnasium Franklinstraße.
Sie verließ den BK Klosterneuburg im Jahr 2011, nachdem sie 2010/11 mit dem Verein österreichische Vizemeisterin geworden war, und wechselte nach Deutschland zum Bundesliga-Aufsteiger BG ’89 Rotenburg/Scheeßel. 2013 stieg sie mit Rotenburg/Scheeßel aus der Bundesliga ab und spielte mit den Niedersächsinnen fortan in der 2. Bundesliga. 2012 und 2014 nahm sie mit Österreich an der Europameisterschaft der kleinen Länder teil und gewann dort jeweils den Titel.
Takács wechselte 2014 von Deutschland nach Ungarn und stand bei Uni Győr unter Vertrag. Mit Győr sammelte sie Europapokalerfahrung. Im Dezember 2015 kehrte sie nach Deutschland zurück, Takács schloss sich dem Bundesligisten Herner TC an, ehe sie in der Sommerpause 2017 innerhalb des Landes zum Zweitligisten Girolive-Panthers Osnabrück ging. Im selben Jahr erlitt sie bei der Europameisterschaft im 3x3 einen Kreuzbandriss und musste monatelang aussetzen. 2019 zog sie mit Osnabrück als Zweitligist ins Endspiel des DBBL-Pokals ein und schaffte den Aufstieg in die Bundesliga. Dort bestritt die in Osnabrück auch als Trainerin im Jugendbereich tätige Takács in der Saison 2019/20 mit den Niedersächsinnen eine erfolgreiche Runde, ehe das Spieljahr aufgrund der Covid-19-Pandemie abgebrochen wurde. Bei der Wiederbelebung der zuvor seit 2014 nicht mehr bestehenden österreichischen Damenauswahl im Jahr 2020 wurde sie von Nationaltrainer Hubert Schmidt zur Spielführerin gemacht. In der Sommerpause 2021 wechselte sie zum deutschen Zweitligaaufsteiger SC Rist Wedel. Mit dem Verein stieg sie aus der 2. Bundesliga ab, 2022 beendete sie ihre Leistungssportlaufbahn.
Bereits 2021 war Takács Assistenztrainerin der männlichen U20-Auswahl des österreichischen Basketballverbands. Sie wurde 2022 in der Vereinsarbeit des Hamburg Towers e.V. tätig, bei dem sie die Abteilungsleitung übernahm und Jugendtrainerin wurde. Des Weiteren wurde sie beim Hamburger Basketball-Verband Auswahltrainerin für die Spielart 3x3-Basketball. 2024 führte sie als Trainerin (im Gespann mit Sven Jeglitza) die männliche U14 der Hamburg Towers ins Endspiel um die deutsche Meisterschaft, das gegen den FC Bayern München verloren wurde.